# Laudrefang
Laudrefang là một xã trong vùng Grand Est, thuộc tỉnh Moselle, quận Boulay-Moselle, tổng Faulquemont. Tọa độ địa lý của xã là 49° 05' vĩ độ bắc, 06° 38' kinh độ đông. Laudrefang nằm trên độ cao trung bình là 300 mét trên mực nước biển, có điểm thấp nhất là 305 mét và điểm cao nhất là 394 mét. Xã có diện tích 4,7 km², dân số vào thời điểm 1999 là 387 người; mật độ dân số là 82 người/km². Laudrefang nằm khoảng 34 km về phía đông của Metz, thuộc Pháp từ năm 1766.

## Thông tin nhân khẩu
| 1962 | 1968 | 1975 | 1982 | 1990 | 1999 |
| ---- | ---- | ---- | ---- | ---- | ---- |
| 273  | 276  | 260  | 280  | 388  | 387  |